# Guillaume Le Moal
Pour les articles homonymes, voir Le Moal.
Guillaume Le Moal est un homme politique français né le 17 février 1769 à Plouzévédé (Finistère) et mort le 7 avril 1821 à Morlaix.

## Biographie
Homme de loi, il est élu député du Finistère au Conseil des Cinq-Cents le 25 germinal an V.